# Săcele (Brașov)
Săcele (in ungherese Szecseleváros o Négyfalu, in tedesco Siebendörfer o Fugrasch) è un municipio della Romania di 31796 abitanti, ubicato nel distretto di Brașov, nella regione storica della Transilvania.
La città si stende attualmente su un'area in passato occupata da diversi villaggi che ne costituiscono i quartieri.
All'inizio dell'XI secolo la zona venne occupata dal Regno d'Ungheria e nella seconda metà del secolo vengono menzionati septem villae valacheles (sette villaggi dei Valacchi); la zona appare per la prima volta in un atto emesso il 16 maggio 1366 dal Re Luigi I d'Ungheria, in cui questi offre la zona compresa tra i fiumi Timiș e Tarlung ad un suo fedele amico, il Conte Stanislav. Il nome Săcele appare invece per la prima volta in una lettera del Principe Vlad IV Călugărul al magistrato di Brașov.